# Proteinania vigasia
Proteinania vigasia är en fjärilsart som beskrevs av William Schaus 1894. Proteinania vigasia ingår i släktet Proteinania och familjen nattflyn. Inga underarter finns listade i Catalogue of Life.